# Sada Thioub
Sada Thioub (Nanterre, 1º giugno 1995) è un calciatore francese naturalizzato senegalese, attaccante svincolato.

## Caratteristiche tecniche
È un centravanti.

## Carriera

### Club
È cresciuto nelle giovanili del Caen.

### Nazionale
Nel 2019 ha esordito con la nazionale senegalese.

## Statistiche

### Presenze e reti nei club
Statistiche aggiornate al 5 maggio 2018.
| Stagione        | Squadra         | Campionato      | Campionato | Campionato | Coppe nazionali | Coppe nazionali | Coppe nazionali | Coppe continentali | Coppe continentali | Coppe continentali | Altre coppe | Altre coppe | Altre coppe | Totale | Totale | Totale |
| Stagione        | Squadra         | Comp            | Pres       | Reti       | Comp            | Pres            | Reti            | Comp               | Pres               | Reti               | Comp        | Pres        | Reti        | Pres   | Reti   |        |
| --------------- | --------------- | --------------- | ---------- | ---------- | --------------- | --------------- | --------------- | ------------------ | ------------------ | ------------------ | ----------- | ----------- | ----------- | ------ | ------ | ------ |
| 2012-2013       | Caen 2          | CFA             | 2          | 0          |                 | -               | -               |                    | -                  | -                  |             | -           | -           | 2      | 0      |        |
| 2013-2014       | Nizza 2         | CFA             | 17         | 4          |                 | -               | -               |                    | -                  | -                  |             | -           | -           | 17     | 4      |        |
| 2014-2015       | Nizza 2         | CFA             | 19         | 3          |                 | -               | -               |                    | -                  | -                  |             | -           | -           | 19     | 3      |        |
| Totale Nizza 2  | Totale Nizza 2  | Totale Nizza 2  | 36         | 7          |                 | -               | -               |                    | -                  | -                  |             | -           | -           | 36     | 7      |        |
| 2014-2015       | Nizza           | L1              | 2          | 0          | CF+CdL          | 0               | 0               |                    | -                  | -                  |             | -           | -           | 2      | 0      |        |
| 2015-2016       | CA Bastia       | N               | 28         | 6          | CF+CdL          | 0+2             | 0               |                    | -                  | -                  |             | -           | -           | 30     | 6      |        |
| 2016-2017       | Nîmes 2         | CFA2            | 5          | 3          | -               | -               | -               |                    | -                  | -                  |             | -           | -           | 5      | 3      |        |
| 2016-2017       | Nîmes           | L2              | 29         | 4          | CF+CdL          | 0+1             | 0               |                    | -                  | -                  |             | -           | -           | 30     | 4      |        |
| 2017-2018       | Nîmes           | L2              | 32         | 4          | CF+CdL          | 2+1             | 0+1             |                    | -                  | -                  |             | -           | -           | 35     | 5      |        |
| 2018-2019       | Nîmes           | L1              | 38         | 3          | CF+CdL          | 1+0             | 0               |                    | -                  | -                  |             | -           | -           | 39     | 3      |        |
| Totale Nîmes    | Totale Nîmes    | Totale Nîmes    | 99         | 11         |                 | 5               | 1               |                    | -                  | -                  |             | -           | -           | 104    | 12     |        |
| 2019-2020       | Angers          | L1              | 23         | 1          | CF+CdL          | 3+1             | 2+0             |                    | -                  | -                  |             | -           | -           | 26     | 3      |        |
| 2021-2021       | Angers          | L1              | 27         | 1          | CF              | 3               | 0               |                    | -                  | -                  |             | -           | -           | 30     | 1      |        |
| Totale carriera | Totale carriera | Totale carriera | 123        | 29         |                 | 14              | 3               |                    | -                  | -                  |             | -           | -           | 236    | 32     |        |

### Cronologia presenze e reti in nazionale
| Cronologia completa delle presenze e delle reti in nazionale ― Senegal | Cronologia completa delle presenze e delle reti in nazionale ― Senegal | Cronologia completa delle presenze e delle reti in nazionale ― Senegal | Cronologia completa delle presenze e delle reti in nazionale ― Senegal | Cronologia completa delle presenze e delle reti in nazionale ― Senegal | Cronologia completa delle presenze e delle reti in nazionale ― Senegal | Cronologia completa delle presenze e delle reti in nazionale ― Senegal | Cronologia completa delle presenze e delle reti in nazionale ― Senegal |
| Data                                                                   | Città                                                                  | In casa                                                                | Risultato                                                              | Ospiti                                                                 | Competizione                                                           | Reti                                                                   | Note                                                                   |
| ---------------------------------------------------------------------- | ---------------------------------------------------------------------- | ---------------------------------------------------------------------- | ---------------------------------------------------------------------- | ---------------------------------------------------------------------- | ---------------------------------------------------------------------- | ---------------------------------------------------------------------- | ---------------------------------------------------------------------- |
| 23-3-2019                                                              | Dakar                                                                  | Senegal                                                                | 2 – 0                                                                  | Madagascar                                                             | Qual. Coppa d'Africa 2019                                              | -                                                                      | 86’                                                                    |
| 26-3-2019                                                              | Dakar                                                                  | Senegal                                                                | 2 – 1                                                                  | Mali                                                                   | Amichevole                                                             | -                                                                      | 76’                                                                    |
| 23-6-2019                                                              | Il Cairo                                                               | Senegal                                                                | 2 – 0                                                                  | Tanzania                                                               | Coppa d'Africa 2019 - 1º turno                                         | -                                                                      | 73’                                                                    |
| 27-6-2019                                                              | Il Cairo                                                               | Senegal                                                                | 0 – 1                                                                  | Algeria                                                                | Coppa d'Africa 2019 - 1º turno                                         | -                                                                      | 63’                                                                    |
| 10-10-2019                                                             | Singapore                                                              | Brasile                                                                | 1 – 1                                                                  | Senegal                                                                | Amichevole                                                             | -                                                                      | 90+3’                                                                  |
| 13-11-2019                                                             | Thiès                                                                  | Senegal                                                                | 2 – 0                                                                  | Rep. del Congo                                                         | Qual. Coppa d'Africa 2021                                              | -                                                                      | 56’                                                                    |
| 17-11-2019                                                             | Manzini                                                                | eSwatini                                                               | 1 – 4                                                                  | Senegal                                                                | Qual. Coppa d'Africa 2021                                              | -                                                                      | 83’                                                                    |
| Totale                                                                 |                                                                        | Presenze                                                               | 7                                                                      |                                                                        | Reti                                                                   | 0                                                                      |                                                                        |